# السمنة في إيطاليا
يُشار إلى السمنة في إيطاليا بشكل متزايد على أنها مشكلة صحية رئيسية في السنوات الأخيرة.
بشكل عام, يُعتبر الإيطاليون, إلى جانب الفرنسيين والسويسريين, من بين أنحف الناس في أوروبا في المتوسط. في عام 2011, كانت إيطاليا الدولة الوحيدة في أوروبا التي انخفض فيها متوسط الوزن.

## الأسباب
الأسباب هي النظام الغذائي للبحر الأبيض المتوسط وخيارات نمط الحياة مثل ممارسة الرياضة والحصول على قسط كافٍ من النوم. ومع ذلك, فإن معدلات السمنة لدى الإيطاليين البالغين من العمر عامين هي الأعلى في أوروبا بمعدل 42٪.

## تأثيرات
أظهرت العديد من الدراسات أن الرجال الذين يعانون من السمنة المفرطة يميلون إلى انخفاض عدد الحيوانات المنوية, وعدد أقل من الحيوانات المنوية سريعة الحركة, وعدد أقل من الحيوانات المنوية المتحركة بشكل تدريجي مقارنة بالرجال ذوي الوزن الطبيعي.

## البرامج
صمم علماء من جامعة فيرونا نوعًا جديدًا من المنتزهات للمساعدة في التعامل مع السمنة لدى الأطفال الإيطاليين, حيث يتولى مدرب بالغ المسؤولية ويتبع الأطفال سلسلة من التمارين المنظمة. جميع الأطفال دون السادسة من العمر, وبلغت تكلفة الملعب 250 ألف دولار.